# U.S. Route 40

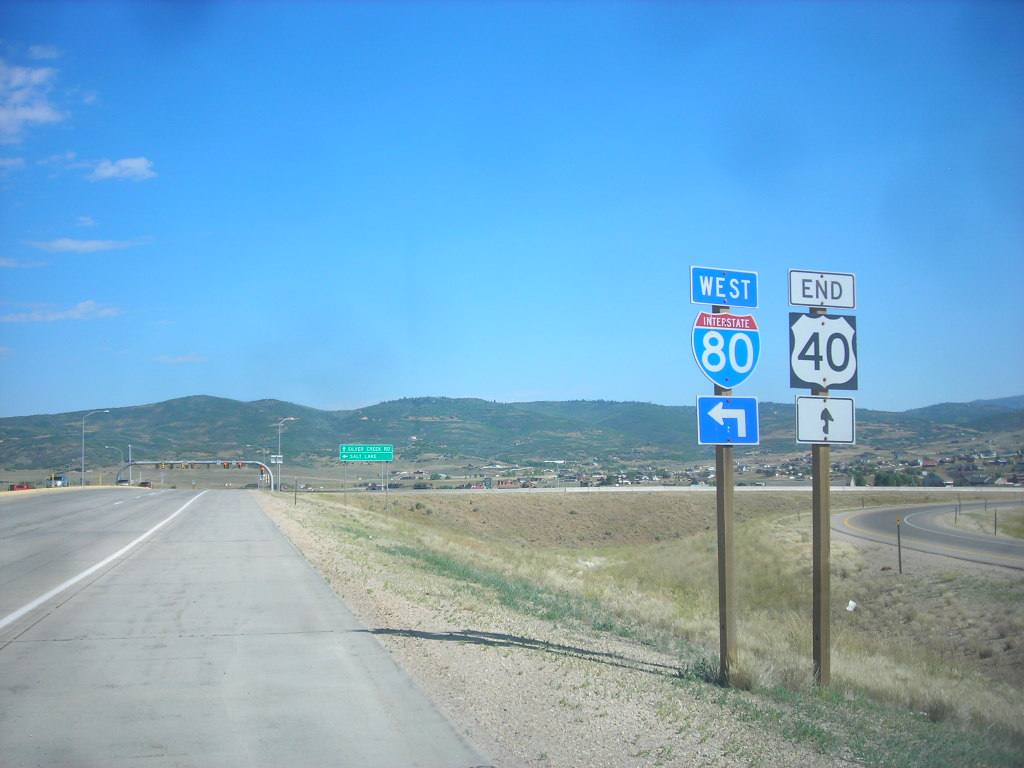
The western terminus of U.S. Route 40 at Interstate 80 in Silver Creek Junction

L'U.S. Route 40 è una strada a carattere nazionale statunitense che si estende per 3678,54 chilometri e collega Park City, Utah con Atlantic City, New Jersey.  La U.S. attraversa questi stati: Utah, Colorado, Kansas, Missouri, Illinois, Indiana, Ohio, West Virginia, Pennsylvania, Maryland, Delaware, New Jersey.